# 野口昌夫
野口 昌夫（のぐち まさお、1954年 - ）は、日本の建築史家。イタリア建築史・都市史専攻。東京藝術大学名誉教授。アカデミア・デリ・エウテレティ外国会員。

## 人物・経歴
東京出身。1977年東京工業大学（のちの東京科学大学）工学部建築学科卒業。1978年文部省国際交流制度給費留学生としてAAスクール大学院建築理論・建築史研究科に留学。1980年東京工業大学大学院理工学研究科建築学専攻修士課程修了。1981年から85年までフィレンツェのランフランコ・ベンヴェヌーティ設計事務所に勤務。イタリア政府給費留学で、1983年から85年までフィレンツェ大学都市地域研究科のエドアルド・デッティに師事。1985年アカデミア・デリ・エウテレティ外国会員。1986年東京工業大学大学院理工学研究科建築学専攻博士課程満期退学。1989年東京藝術大学専任講師。1995年東京藝術大学美術学部建築科助教授、博士（工学）。2008年東京藝術大学美術学部建築科教授。2010年地中海学会事務局長。2021年東京藝術大学名誉教授。

## 著書
- 『南イタリア小都市紀行 : 地中海に輝くミクロポリス』丸善 1991
- 『イタリア都市の諸相 : 都市は歴史を語る』刀水書房 2008